# كريس لي
كريس لي (9 سبتمبر 1971 في نيوزيلندا - ) (بالإنجليزية: Chris Lee)‏ هو لاعب كريكت نيوزلندي.

## وصلات خارجية
- كريس لي على موقع إي آس بي آن كريك إنفو (الإنجليزية)